# Leonardo Sandri
Leonardo kardinál Sandri (* 18. listopadu 1943 Buenos Aires) je argentinský katolický prelát, kardinál, viceděkan kardinálského kolegia a emeritní prefekt Dikasteria pro východní církve.

## Život
Po skončení studií v semináři v Buenos Aires získal licenciát z teologie na Katolické Univerzitě v argentinské metropoli. Kněžské svěcení přijal 2. prosince 1967. Jeho světitelem byl kardinál Juan Carlos Arambura, kterému později dělal sekretáře. V roce 1970 odejel na studia do Říma, získal doktorát z kanonického práva na Papežské univerzitě Gregoriana. Od roku 1974 pracoval na nunciaturách v několika zemích Afriky, v roce 1989 se stal pracovníkem nunciatury v USA. V dubnu 1992 nastoupil do státního sekretariátu.
V roce 1997 byl jmenován titulárním arcibiskupem aemonským. V březnu 2000 ho papež Jan Pavel II. jmenoval nunciem v Mexiku a 15. září téhož roku začal působit ve státním sekretariátu jako substitut pro všeobecné záležitosti. Dne 9. června 2007 ho papež Benedikt XVI. jmenoval prefektem Kongregace pro východní církve. Kardinálem byl jmenován při konzistoři 24. listopadu 2007 (ordo kardinál-kněz). Papež František kooptoval jeho kardinálský titul pro hac vice do třídy kardinál-biskup.
Dne 18. ledna 2020 papež František schválil jeho volbu viceděkanem kardinálského kolegia.  Papež František rozhodl dne 14. ledna 2025 o prodloužení této funkce na dalších 5 let, což bylo oznámeno v komuniké Tiskového úřadu Svatého stolce dne 6. února 2025.

## Vyznamenání
- komtur Řádu zásluh o Italskou republiku – Itálie, 4. října 1985[3]
- velkodůstojník Řádu zásluh o Italskou republiku – 27. listopadu 1992[4]
- velkokříž Řádu Bernarda O'Higginse – Chile, 1993
- velkodůstojník Národního řádu za zásluhy – Paraguay, 1995
- velkokříž Řádu osvoboditele – Venezuela, 2000
- rytíř Národního řádu cedru – Libanon, 2001
- rytíř velkokříže Řádu Isabely Katolické – Španělsko, 2001
- velkokříž Řádu Quetzala – Guatemala, 2002
- velkokříž Národního řádu za zásluhy – Kolumbie, 2002
- rytíř velkokříže Řádu svatého Mauricia a svatého Lazara – Savojští, 2002
- Řád bílého dvojkříže II. třídy – Slovensko, 2002
- velkokříž Řádu Jižního kříže – Brazílie, 2003
- Řád Madarského jezdce I. třídy – Bulharsko, 2003
- komandér Řádu čestné legie – Francie, 2003
- velkodůstojník Řádu rumunské hvězdy – Rumunsko, 2004[5]
- Řád za zásluhy III. třídy – Ukrajina, 2004
- velkokříž Řádu zásluh o Italskou republiku – Itálie, 13. června 2005[6]
- velkodůstojník Záslužného řádu Maďarské republiky – Maďarsko, 2005
- velkokříž Řádu dubové koruny – Lucembursko, 2006
- velkokříž Rytířského řádu Božího hrobu Jeruzalémského – Vatikán, 2007
- velký záslužný kříž s hvězdou a šerpou Záslužného řádu Spolkové republiky Německo – Německo, 2008[7]
- komtur Řádu za zásluhy Polské republiky – Polsko, 2010[8]
- velkokříž Řádu rumunské hvězdy – Rumunsko, 2012[5]
- Řád přátelství – Arménie, 16. září 2015 – za duchovní hodnoty, přínos k posílení bilaterálních vztahů mezi Arménií a Svatým stolcem, stejně jako za jeho práci